# Dekanat Kędzierzyn
Dekanat Kędzierzyn – jeden z 36 dekanatów w rzymskokatolickiej diecezji opolskiej.
W skład dekanatu wchodzi 11 parafii:
- Parafia Trójcy Świętej w Bierawie
- Parafia św. Franciszka z Asyżu i św. Jacka w Kędzierzynie-Koźlu
- Parafia Ducha Świętego i Najświętszej Maryi Panny Matki Kościoła w Kędzierzynie-Koźlu[1]
- Parafia Matki Bożej Bolesnej w Kędzierzynie-Koźlu
- Parafia św. Eugeniusza de Mazenod w Kędzierzynie-Koźlu
- Parafia św. Floriana w Kędzierzynie-Koźlu
- Parafia św. Mikołaja w Kędzierzynie-Koźlu
- Parafia św. Piusa X Papieża i św. Marii Goretti w Kędzierzynie-Koźlu
- Parafia św. Katarzyny Aleksandryjskiej w Kędzierzynie-Koźlu
- Parafia Najświętszego Serca Pana Jezusa w Starej Kuźni
- Parafia św. Jana Nepomucena w Starym Koźlu

Strona dekanatu: dekanat.alfsoft.net